# (31881) 2000 FL15
2000 أف أل 15 (ويعرف أيضًا باسم (31881) 2000 أف أل 15 وفق تسمية الكوكب الصغير) (بالإنجليزية: 2000 FL15)‏ هو كويكب ضمن حزام الكويكبات؛ وترتيبه 31881 من حيث الاكتشاف.
اكتُشف هذا الجُرم الفلكي بواسطة بحث لنكولن عن الكويكبات القريبة من الأرض في 30 مارس 2000.

## وصلات خارجية
- (31881) 2000 FL15 في قاعدة بيانات مختبر الدفع النفاث لأجرام النظام الشمسي الصغيرة

- الاكتشاف · مخطط المدار ·  العناصر المدارية · المعلمات المادية

- (31881) 2000 FL15 على موقع ويكي سكاي: DSS2, SDSS, GALEX, IRAS, Hydrogen α, X-Ray, Astrophoto, Sky Map, Articles and images